# Jemo
Jemo (auch: Temo) ist eine unbewohnte Insel im Westen der Ratak-Kette der Marshallinseln.
Die kleine, ovale Insel mit einer Fläche von 0,16 km² liegt zwischen den Atollen Ailuk (42 km nordöstlich von Jemo) und Likiep (35 km südwestlich von Jemo). Von der Insel aus erstreckt sich ein schmales Korallenriff sechs Kilometer nach Nordosten. Die Rifffläche einschließlich der Insel nimmt 3,78 km² ein.
Die Insel wurde um 1900 von Bewohnern des Atolls Liekiep gerodet und mit Kokospalmen bepflanzt und danach nur saisonal zur Kopraernte bewohnt. Vorher bereits wurde die Insel etwa einmal jährlich besucht, wobei eine begrenzte Anzahl von Vögeln gejagt und ihre Eier gesammelt wurden.